# 解放碑街道
解放碑街道是中国重庆市渝中区下辖的一个街道办事处。

## 历史沿革
1954年建蹇家桥街道，1958年改解放碑公社，1978年更名解放碑街道。
2006年，撤销较场口街道；行政区划调整后的解放碑街道管辖原解放碑街道的奎星楼、临江门、邹容路、自力巷、公园路、正阳街、代家巷、沧白路8个社区和原较场口街道的中华路、新华路、和平路、鲁祖庙、莲花池、若瑟堂、大井巷7个社区，共15个社区。
2015年初，将朝天门街道的罗汉寺社区划归解放碑街道管辖。

## 行政区划
七星岗街道辖以下地区：
民生路社区、莲花池社区、邹容路社区、自力巷社区、大井巷社区、临江门社区、较场口社区、沧白路社区和罗汉寺社区。